# Де Морпурго, Умберто
Умберто (Уберто) Луиджи де Морпурго (итал. Uberto Luigi De Morpurgo); (12 января 1896 – 26 февраля 1961) ― итальянский теннисист. Восьмая ракетка мира в 1930 году, бронзовый призёр Олимпийских игр 1924 года, финалист Уимблдонского турнира (1925) в миксте. Член Международного еврейского спортивного зала славы с 1993 года.
Уберто де Морпурго родился в Триесте, когда город ещё был частью Австро-Венгрии, но стал итальянским гражданином, когда город отошёл к Италии после Первой мировой войны. В мировом рейтинге теннисистов он занимал девятую позицию в 1928 году, в 1929 году ― десятую, и восьмую ― в 1930 году. Билл Тилден поставил его на десятое место среди лучших теннисистов мира в 1924 году и на шестое ― в 1929 году.

## Спортивная карьера
Де Морпурго выиграл Чемпионат среди юниоров в Великобритании в 1911 году, и Чемпионат среди студентов в Париже в 1915 году. Был признан лучшим теннисистом Италии в 1927 году и ещё несколько раз ― с 1929 по 1931 год. Итальянский журнал Tennis называл его «Тилденом своей страны».
Был назначен Комиссаром тенниса в Италии Бенито Муссолини в 1929 году.

### Олимпиада
Де Морпурго участвовал в одиночном зачёте в летних Олимпийских играх в Париже. Он выиграл свои первые четыре матча, выйдя в полуфинал, но проиграл золотому медалисту Винсенту Ричардсу в четырёх сетах. Де Морпурго выиграл бронзовую медаль после своей победы в плей-офф против француза Жана Боротра. Следующей медали в мужском одиночном разряде итальянцам пришлось ждать ровно 100 лет, когда на Играх 2024 года в Париже бронзу завоевал Лоренцо Музетти.

### Кубок Дэвиса
Де Морпурго играл в итальянской команде в Кубке Дэвиса каждый год, начиная с момента учреждения турнира в 1922 году по 1933 год. Он выиграл 39 матчей и проиграл 14, а в парном разряде его счёт составил 16-10.

### Стиль игры
Де Морпурго давал очень сильную первую подачу, а вторую подачу он обычно закручивал, принимая неудобное для себя положение. Его базовая линия игры состояла из настильных драйвов. Он мог очень далеко отбивать мяч. Удары над головой были тяжёлыми, но непредсказуемыми.

### Зал славы
Де Морпурго, который был евреем, был посмертно принят в члены Международного еврейского спортивного зал славы в 1993 году.

## Финалы Большого шлема

### Смешанный парный разряд (0-1)
| Результат | Год  | Турнир              | Покрытие | Партнер        | Соперники                 | Результат |
| --------- | ---- | ------------------- | -------- | -------------- | ------------------------- | --------- |
| Поражение | 1925 | Уимблдонский турнир | Трава    | Элизабет Райан | Сюзан Ленглен Жан Боротра | 3-6, 3-6  |

## Финалы

### Одиночный разряд (0-2)
| Результат | №  | Дата | Турнир                | Покрытие | Соперник    | Результат     |
| --------- | -- | ---- | --------------------- | -------- | ----------- | ------------- |
| Поражение | 1. | 1929 | Монте-Карло, Монако   | Грунт    | Анри Коше   | 6-8, 4-6, 4-6 |
| Поражение | 2. | 1930 | Чемпионат Италии, Рим | Грунт    | Билл Тилден | 1-6, 1-6, 1-6 |

## Внешние ссылки
- Профиль (англ.) на сайте ITF
- Профиль (англ.) на сайте Кубка Дэвиса

- Результаты в одиночном разряде  (англ.) в базе данных Tennis Archives
- Биография  (англ.) на сайте Международного еврейского спортивного зала славы

- Профиль на databaseolympics.com